# Communauté de communes du Toucycois
La communauté de communes du Toucycois est une ancienne communauté de communes française, située dans le département de l'Yonne.
Elle fusionne le 1er janvier 2013 avec les communautés de communes de la Puisaye fargeaulaise et du canton de Bléneau à l'intérieur de la communauté de communes Cœur de Puisaye.

## Composition
Elle est composée à sa disparition des communes suivantes :
| Nom                   | Code Insee | Gentilé      | Superficie (km2) | Population (dernière pop. légale) | Densité (hab./km2) |
| --------------------- | ---------- | ------------ | ---------------- | --------------------------------- | ------------------ |
| Toucy (siège)         | 89419      | Toucycois    | 34,85            | 2 748 (2014)                      | 79                 |
| Beauvoir              | 89033      |              | 6,72             | 374 (2014)                        | 56                 |
| Diges                 | 89139      | Digeois      | 35,84            | 1 148 (2014)                      | 32                 |
| Dracy                 | 89147      | Dracycois    | 21,86            | 223 (2014)                        | 10                 |
| Égleny                | 89150      | Égléniens    | 8,02             | 456 (2014)                        | 57                 |
| Fontaines             | 89173      |              | 25,18            | 471 (2014)                        | 19                 |
| Lalande               | 89217      | Lalandais    | 10,13            | 133 (2014)                        | 13                 |
| Leugny                | 89221      |              | 13,34            | 357 (2014)                        | 27                 |
| Moulins-sur-Ouanne    | 89272      |              | 10,19            | 302 (2014)                        | 30                 |
| Parly                 | 89286      | Parlycois    | 20,77            | 798 (2014)                        | 38                 |
| Pourrain              | 89311      | Pulveriniens | 23,84            | 1 434 (2014)                      | 60                 |
| Villiers-Saint-Benoît | 89472      | Villerois    | 34,04            | 516 (2014)                        | 15                 |

## Compétences
- Développement économique
- Environnement
- Aménagement du Territoire
- Tourisme
- Culture
- Loisirs
- Petite enfance